# Zaira flavipes
Zaira flavipes är en tvåvingeart som först beskrevs av Thompson 1968.  Zaira flavipes ingår i släktet Zaira och familjen parasitflugor. Inga underarter finns listade i Catalogue of Life.